# Jamal Salim
Jamal Salim (Kampala, 27 de maio de 1995) é um futebolista profissional ugandense que atua como goleiro.

## Carreira
Jamal Salim representou o elenco da Seleção Ugandense de Futebol no Campeonato Africano das Nações de 2017.